# Сельское поселение «Деревня Горки»
Сельское поселение «Деревня Горки» — муниципальное образование в составе Перемышльского района Калужской области России.
Центр — деревня Горки.

## Население
| 2010 | 2012  | 2013  | 2014  | 2015  | 2016  | 2017  |
| ---- | ----- | ----- | ----- | ----- | ----- | ----- |
| 1066 | ↘1055 | ↘1030 | ↘999  | ↗1007 | ↗1011 | ↘1006 |
| 2018 | 2019  | 2020  | 2021  |       |       |       |
| ↘998 | ↘961  | ↘959  | ↗1074 |       |       |       |

## Состав
В поселение входят 8 населённых мест:
| № | Населённый пункт | Тип населённого пункта          | Население |
| - | ---------------- | ------------------------------- | --------- |
| 1 | Воробьевка       | деревня                         | ↘11       |
| 2 | Горки            | деревня, административный центр | ↗947      |
| 3 | Дементеевка      | деревня                         | →10       |
| 4 | Ершовка          | деревня                         | ↘5        |
| 5 | Кульнево         | деревня                         | ↘2        |
| 6 | Ладыгино         | деревня                         | ↘41       |
| 7 | Прудищи          | деревня                         | →11       |
| 8 | Рыченки          | село                            | ↘39       |